# Armed Assault
Armed Assault, ili ponekad kraće ARMA, je računalna igra. 
ARMA je taktički FPS, odnosno pucačina u prvom licu. 

## Vanjske poveznice
- Službene web stranice